# Renault Nervastella
La Nervastella è un'autovettura di lusso prodotta tra il 1929 e il 1937 dalla Casa francese Renault.

## Profilo e storia

### Nascita del modello
La necessità di una vettura come la Nervastella si impose alla fine degli anni venti del secolo scorso, allo scopo di proporre un modello che andasse a interporsi tra la lussuosa Reinastella e la Vivastella, appartenente a una fascia di mercato decisamente inferiore, basti pensare che mediamente una Reinastella costava come tre Vivastella. Si ritenne quindi opportuno creare un nuovo modello che colmasse il vuoto venutosi a creare: tra l'altro, i modelli PI e PZ, che avrebbero potuto assolvere a tale compito, erano fuori produzione già dal 1928, per cui occorreva una vettura più moderna, in grado di solleticare maggiormente i desideri dei potenziali acquirenti.
Presentata nell'ottobre del 1929 al Salone di Parigi, la Nervastella è considerata da molti come una sorella minore della Reinastella, in quanto, a fronte di un target commerciale di livello decisamente alto, proponeva motorizzazioni di cilindrata sensibilmente ridotta. La vettura poteva essere carrozzata direttamente dalla Casa, scegliendo tra le varianti limousine, berlina, trasformabile e cabriolet, tutte appartenenti a quella linea di carrozzerie proposte dalla Renault e facenti parte di una vera e propria linea di carrozzerie denominata Stella, da cui il nome delle Renault meglio rifinite prodotte negli anni trenta. In alternativa, però, il cliente poteva ordinare semplicemente il telaio nudo e provvedere alla sua "vestizione" presso una delle carrozzerie più in voga in quegli anni, come per esempio Kellner o Hibbard & Darrin.

### Caratteristiche
Le considerazioni di carattere stilistico su vetture d'anteguerra sono quasi fuori luogo, dal momento che, specie nei casi di vetture di lusso, era difficile se non impossibile trovare un esemplare identico a un altro. In generale, va detto comunque che esternamente, la Nervastella appariva come una sorta di ibrido tra i due modelli che si ponevano rispettivamente al di sopra e al di sotto di essa: il telaio era derivato direttamente da quello della più piccola Vivastella, e infatti anche la zona della carrozzeria che incorporava l'abitacolo somigliava parecchio a quella del modello più economico, ma rispetto a quest'ultimo, la Nervastella proponeva un cofano motore più lungo, e con un radiatore spiovente a listelli orizzontali, sullo stile di quello della Reinastella, dalla quale venne ripresa anche l'architettura del propulsore, un 8 cilindri in linea, della cilindrata di 4240 cm³ (alesaggio e corsa: 75x120 mm). Tale motore abbandonò la tradizionale configurazione multiblocco, per adeguarsi alla soluzione a monoblocco, con testata e basamento smontabili. La potenza massima erogabile da tale motore era di 100 CV a 3300 giri/min. Caratterizzata inoltre da un telaio in lamiera d'acciaio da 3.347 metri di passo, la Nervastella scaricava la potenza del motore sulle ruote posteriori per mezzo di una frizione bidisco a secco e di un cambio manuale a 3 marce (più retromarcia). L'avantreno era a balestre longitudinali, mentre il retrotreno era a balestra trasversale. Su entrambi gli assi erano presenti ammortizzatori idraulici a doppio effetto, mentre l'impianto frenante era a quattro tamburi e lo sterzo era a vite senza fine.

### Evoluzione del modello
Solitamente si distinguono due fasi nella carriera commerciale della Nervastella e delle sue derivate: una prima fase che comprende la produzione dei modelli con carrozzeria non aerodinamica, dotata ancora di predellino per permettere ai passeggeri di salire a bordo, e una seconda fase in cui i vari modelli denominati con il prefisso "Nerva" hanno adottato una carrozzeria molto più profilata, ribassata e priva di predellino.

#### Le prime "Nerva"
Il compito che Renault proponeva alla Nervastella non era dei più facili: il mondo intero versava nella grande crisi economica di fine anni venti e spesso anche la clientela più facoltosa tendeva a essere scrupolosa nelle sue spese. La Nervastella, però, fu tra quelle auto di lusso che riuscì a passare indenne attraverso questo difficile periodo, grazie anche ad alcune proposte commerciali di una certa efficacia e che vedremo più avanti. 

Le prime Nervastella erano contraddistinte dalla sigla di progetto TG e, sebbene la vettura fosse stata presentata già al Salone di Parigi del 1929, la sua commercializzazione non fu avviata che nei primissimi mesi dell'anno seguente. I primi esemplari furono consegnati infatti solo nel marzo del 1930.

Nel settembre del 1930 la gamma si sdoppiò: da una parte venne introdotto il modello TG1, ossia una Nervastella fondamentalmente rivista e migliorata dal punto di vista del telaio, caratterizzato da un baricentro più basso; dall'altra parte venne invece presentata la Nervahuit, ossia una versione economica della Nervastella caratterizzata da un allestimento semplificato e contraddistinta anch'essa dalla sigla TG1. Entrambi i modelli erano distinguibili dalla precedente Nervastella per la nuova calandra, sempre spiovente, ma stavolta a listelli verticali anziché orizzontali. Inoltre, su entrambi i modelli vi furono lievi aggiornamenti al motore, che però mantenne invariate le caratteristiche descritte in precedenza. Allestimenti a parte, vi furono differenze tra i due modelli anche per quanto riguardava alcune caratteristiche del telaio: mentre la Nervastella TG1 venne proposta anche in una nuova misura di passo, pari a 3.587 mm (che andava ad affiancarsi al consueto telaio con 3.347 mm di interasse), la Nervahuit fu invece proposta nella sola variante a passo corto.

Malgrado la possibilità offerta dalla Nervahuit di poter avere una gran turismo di lusso a prezzo ridotto, essa non incontrò un grande successo e venne pensionata dopo pochi mesi di commercializzazione, nel giugno del 1931. Due mesi dopo, ad agosto, la Nervastella subì una nuova evoluzione. Ferma restando la possibilità di avere la vettura nelle due varianti di passo già viste, il telaio subì le stesse migliorie già introdotte sulla Reinastella, risultando quindi più alleggerito. Inoltre, vennero adottati nuovi ammortizzatori e vennero montati nuovi attacchi per le balestre anteriori. Contemporaneamente l'abitabilità interna crebbe, mentre venne ridotto il prezzo di listino per rendere la vettura ancora più appetibile. Contraddistinta dalla sigla di progetto TG2, la nuova Nervastella consolidò la propria reputazione di vettura gran turismo e incontrò un vasto gradimento di pubblico. Il telaio alleggerito consentì prestazioni leggermente più brillanti, specie dal punto di vista dell'accelerazione e della ripresa, aspetto che il patron Louis Renault non mancò di sottolineare come fattore di sicurezza.

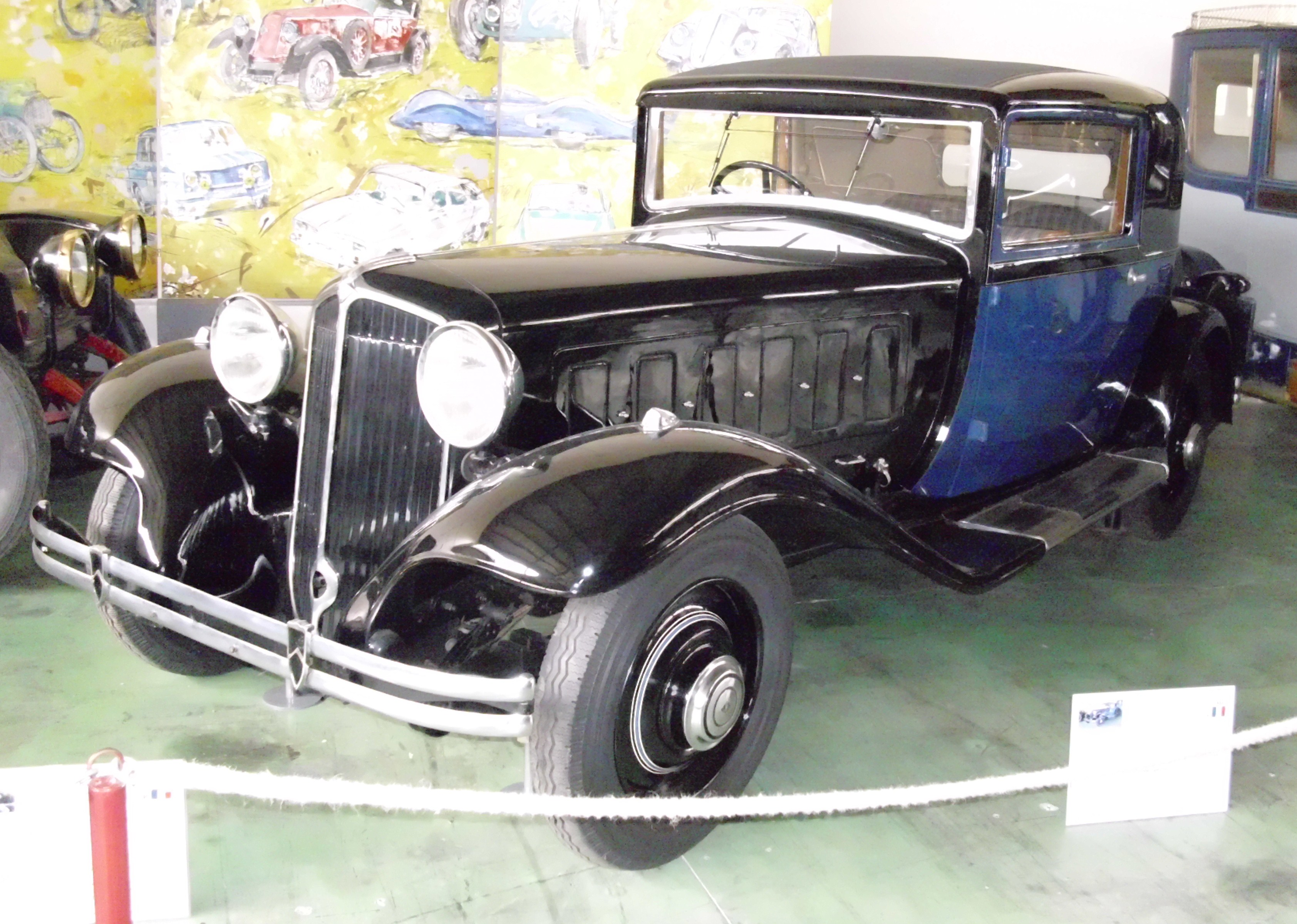
Renault Nervastella TG3

Nel marzo del 1932, la gamma si sdoppiò nuovamente, ma questa volta con l'arrivo di una versione dal carattere sportiveggiante, denominata Nervasport (sigla di progetto: TG3). Tale nuovo modello sfruttò il telaio della Vivastella, più corto e quindi in grado di ridurre la massa della vettura di circa 160 kg, garantendo nel contempo prestazioni superiori e quindi un comportamento più brillante, come ci si aspettava da una vettura del genere. Nel caso della Nervasport, quindi, il telaio aveva un passo di 3.13 metri, oltre 20 cm in meno rispetto alla Nervastella a passo corto. Esteriormente la Nervasport si distingue per il cofano motore a sei aperture di raffreddamento, in luogo della fitta fila di fessure presenti sulla Nervastella contemporanea. Le varianti di carrozzeria previste dalla Casa erano le seguenti: berlina a 4 porte, cabriolet, roadster, coupé e coach.

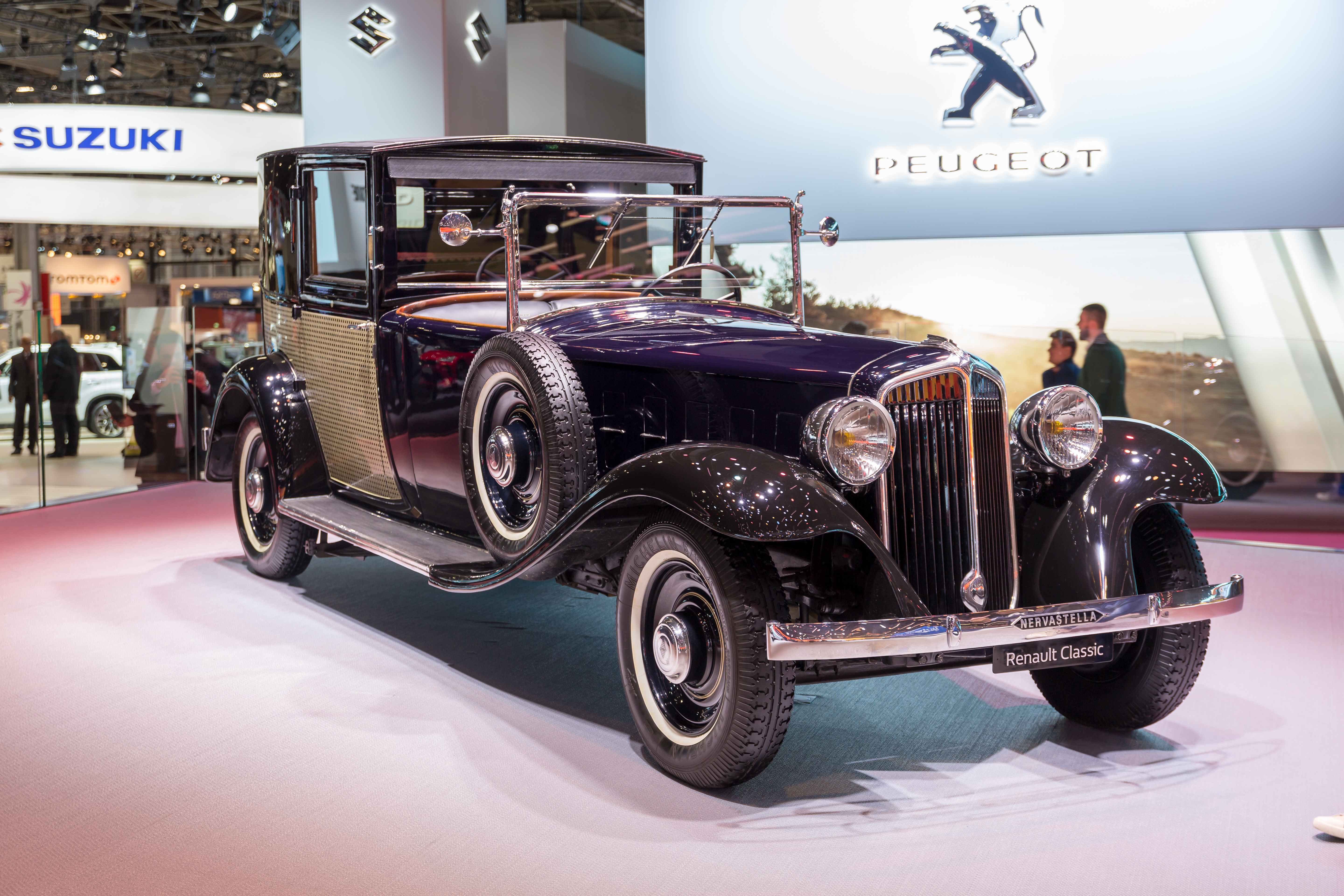
Renault Nervastella TG4

Nel settembre del 1932, sia la Nervastella che la Nervasport furono oggetto di un nuovo aggiornamento: dal punto di vista delle carrozzerie Stella previste dalla Casa, queste divennero leggermente meno spigolose e inoltre vennero previste quasi completamente a quattro porte, se si eccettua la cabriolet. Infine, anche per la Nervastella venne introdotto il cofano ad aperture laterali, in questo caso cinque anziché sei. Per quanto riguarda la meccanica, la nuova Nervastella, siglata TG4, montava un cambio a 4 marce, con 3ª e 4ª sincronizzate. Nell'abitacolo, la principale novità fu rappresentata dallo spostamento della guida, da destra a sinistra. La TG4 esordì proprio nel periodo in cui la Reinastella si apprestava a uscire dai listini Renault. Per questo, la Nervastella sarebbe stata destinata a giocare il ruolo di nuova futura ammiraglia. 

Assieme alla TG4 debuttò la nuova Nervasport, contraddistinta dalla sigla TG5: questa nuova variazione sul tema non era equipaggiata con un cambio a 4 marce, ma a tre, delle quali la 1ª non era sincronizzata. La TG5 sarebbe divenuta la più importante tra le Renault a 8 cilindri dal punto di vista dei numeri di vendita: 540 esemplari fino al mese di ottobre del 1933, dei quali gli ultimi 40 includevano una novità tecnica, consistente nel motore flottante, una risposta di Louis Renault al rivale André Citroën. 

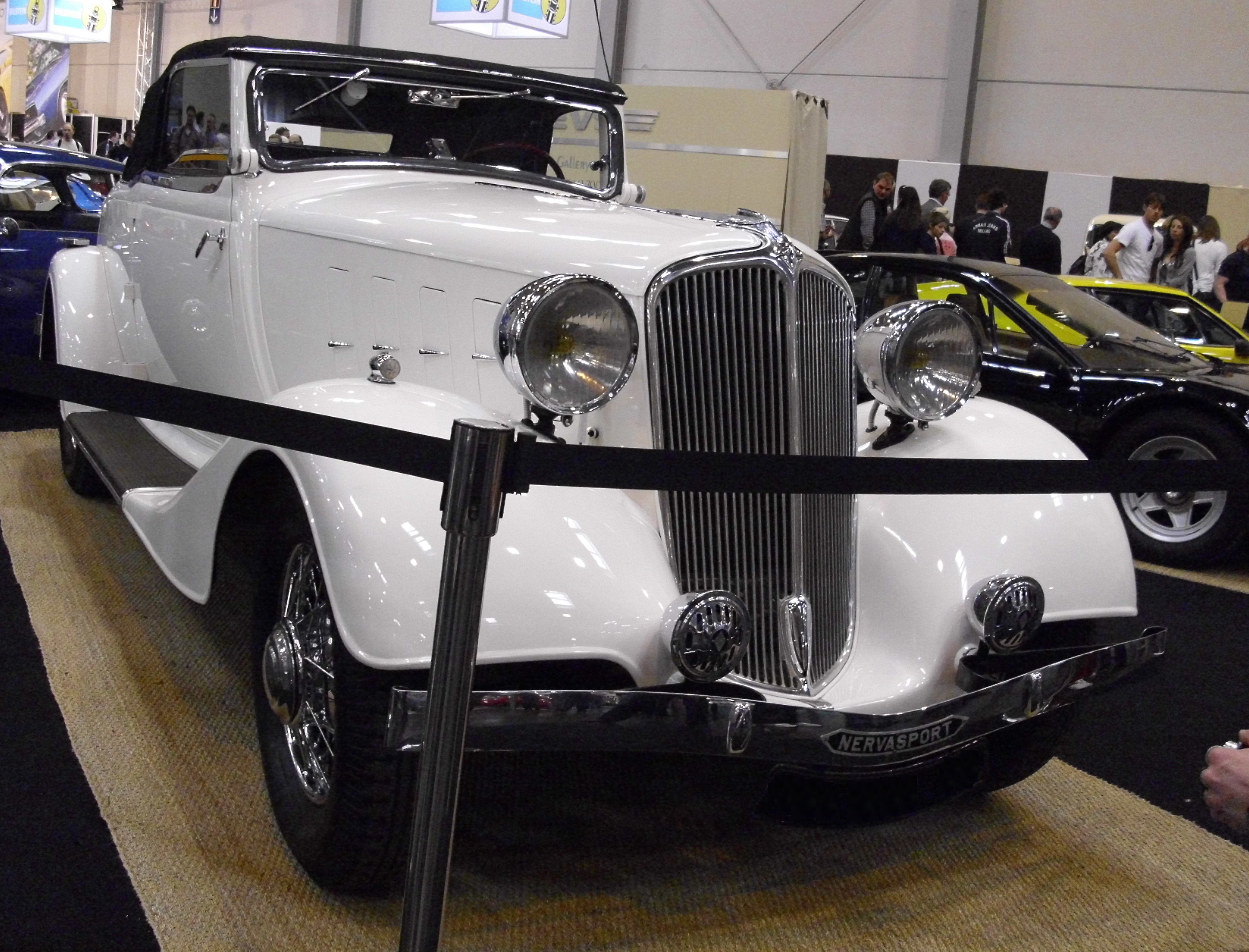
Renault Nervasport ZC2

Nel settembre del 1933 fu introdotta una nuova evoluzione dei modelli Nervastella e Nervasport (rispettivamente siglate ZD2 e ZC2): questa volta le differenze si fecero più marcate, sia sotto il profilo stilistico che sotto quello tecnico. Da una parte, le carrozzerie previste dalla Casa si fecero più aerodinamiche, ma anche quelle proposte dai carrozzieri esterni chiamati talvolta a "vestire" i telai nudi. Infatti fu proprio in quel periodo che cominciò a diffondersi lo stile "aerodinamico" che qualche anno più tardi, verso la fine del decennio, avrebbe raggiunto livelli notevoli. Lo stile aerodinamico, nel caso dei modelli ZD2 e ZC2, era visibile specialmente nei parafanghi più avvolgenti e nel cofano dalle aperture laterali ora in posizione inclinata e non più verticale. Ovviamente anche il radiatore conservò la sua posizione inclinata degli anni precedenti. Nel complesso, il corpo vettura aumentò di dimensioni, arrivando a 5 metri di lunghezza nella versione limousine a 5 posti (e ancora di più per quella a 7 posti), consolidando così la posizione della Nervastella come top di gamma in sostituzione della precedente Reinastella. Dal punto di vista della meccanica, invece, le novità riguardarono il motore, che subì una rialesatura con conseguente aumento della cilindrata da 4240 a 4825 cm³ (alesaggio e corsa: 80x120 mm). La potenza massima rimase invariata a 100 CV, ma ne beneficiò l'elasticità di marcia e la vettura divenne più pronta ai bassi regimi. Novità anche per quanto riguarda il telaio: la Nervastella a passo corto vide il proprio interasse aumentare di 15 mm, mentre la Nervasport vide l'arrivo di un nuovo telaio da 3.184 mm di passo. Va notato che questi ultimi due modelli furono introdotti nel settembre 1933, e cioè un mese prima dell'effettiva uscita dal listino delle precedenti TG4 e TG5: un certo numero di esemplari di TG4 e TG5 rimasti in giacenza nei depositi della Casa (si parla di 48 esemplari) vennero ripresi dalla Renault stessa e ricarrozzati in chiave più aerodinamica, ma per il resto non si trattava di modelli ZD2 e ZC2, bensì di un lotto di modelli "intermedi".

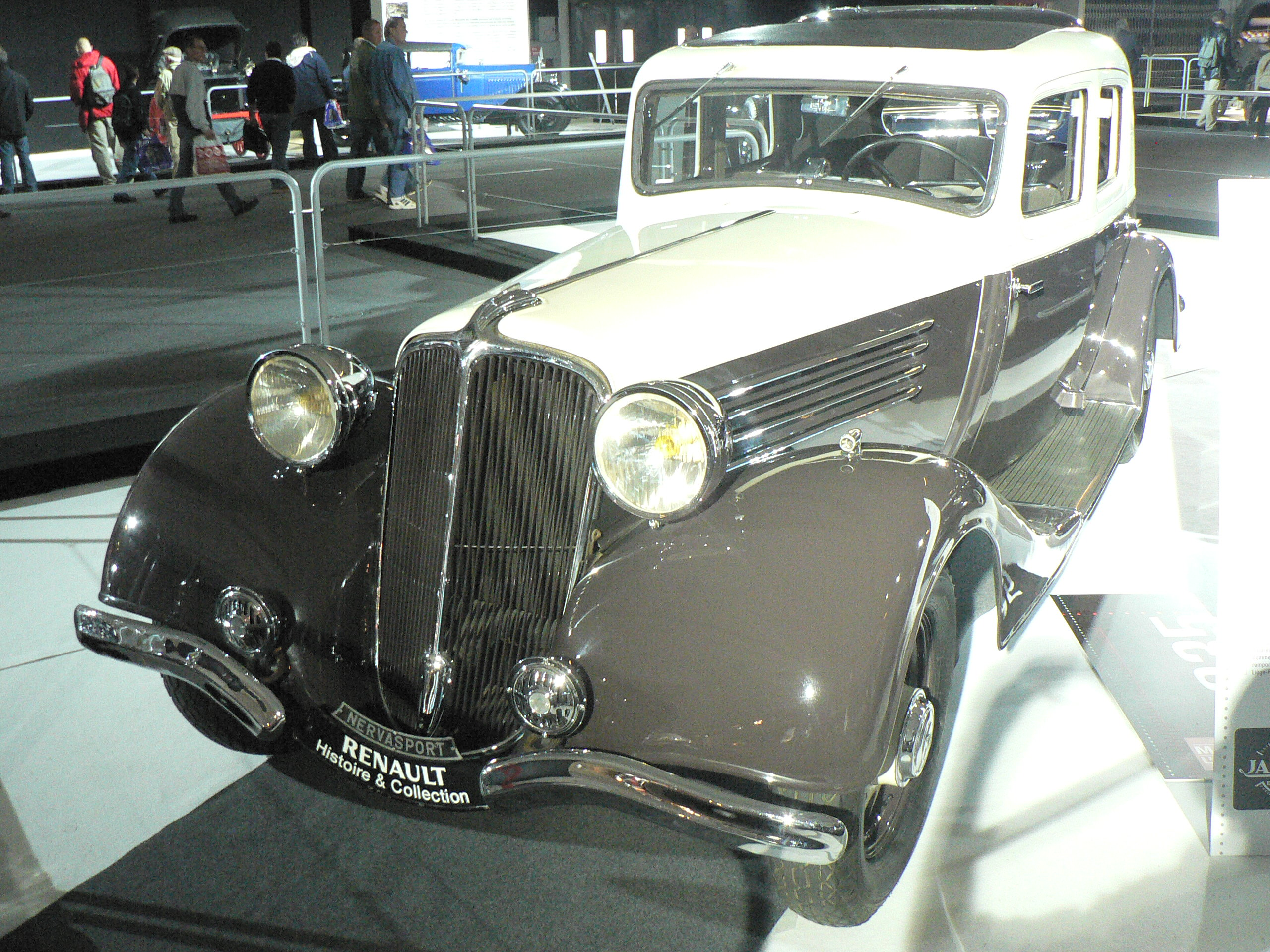
Renault Nervasport ZC4

Nell'agosto del 1934 vi fu un nuovo passo evolutivo della gamma Nervastella e della sua variante Nervasport, passo evolutivo rappresentato rispettivamente dall'arrivo dei modelli ZD4 e ZC4, dalle forme ancor più aerodinamiche. Esteriormente le novità introdotte nelle carrozzerie Stella previste dalla Casa erano numerose. Il paraurti anteriore non più in un sol pezzo ma diviso in due parti, mentre il cofano motore perse le aperture laterali, sostituite da quattro lunghe feritoie longitudinali evidenziate da lunghi listelli cromati in corrispondenza delle stesse. La coda divenne più spiovente, sempre in ossequio alla tendenza aerodinamica, mentre i precedenti cerchioni pieni in acciaio lasciarono il posto a nuovi cerchi a 12 razze noti con l'appellativo "d'artillerie". Gli stessi corpi vettura crebbero ancora, raggiungendo i 5.27 metri nel caso della limousine a 7 posti. Anche le misure dell'interasse dei telai crebbero di qualche centimetro. Meccanicamente, le ZD4 e ZC4 ereditarono il precedente 8 cilindri da 4.8 litri, ma nel marzo del 1935 la Casa francese introdusse un nuovo propulsore della cilindrata di 5448 cm³ e con la potenza salita a 110 CV a 2800 giri/min. Con questa novità, la Nervastella cambiò sigla di progetto in ACS1, mentre la Nervasport divenne ACN1. Tuttavia, dodici esemplari della precedente versione ZD4 subirono un trapianto di motore e la vecchia unità da 4.8 litri venne sostituita con quella nuova da 5.4 litri. Tali esemplari vennero così inclusi nella serie ACS1. In ogni caso, le fonti sono concordi nel fissare una produzione di 73 esemplari per la Nervastella ZD4 e di 52 esemplari per la successiva versione ACS1. 

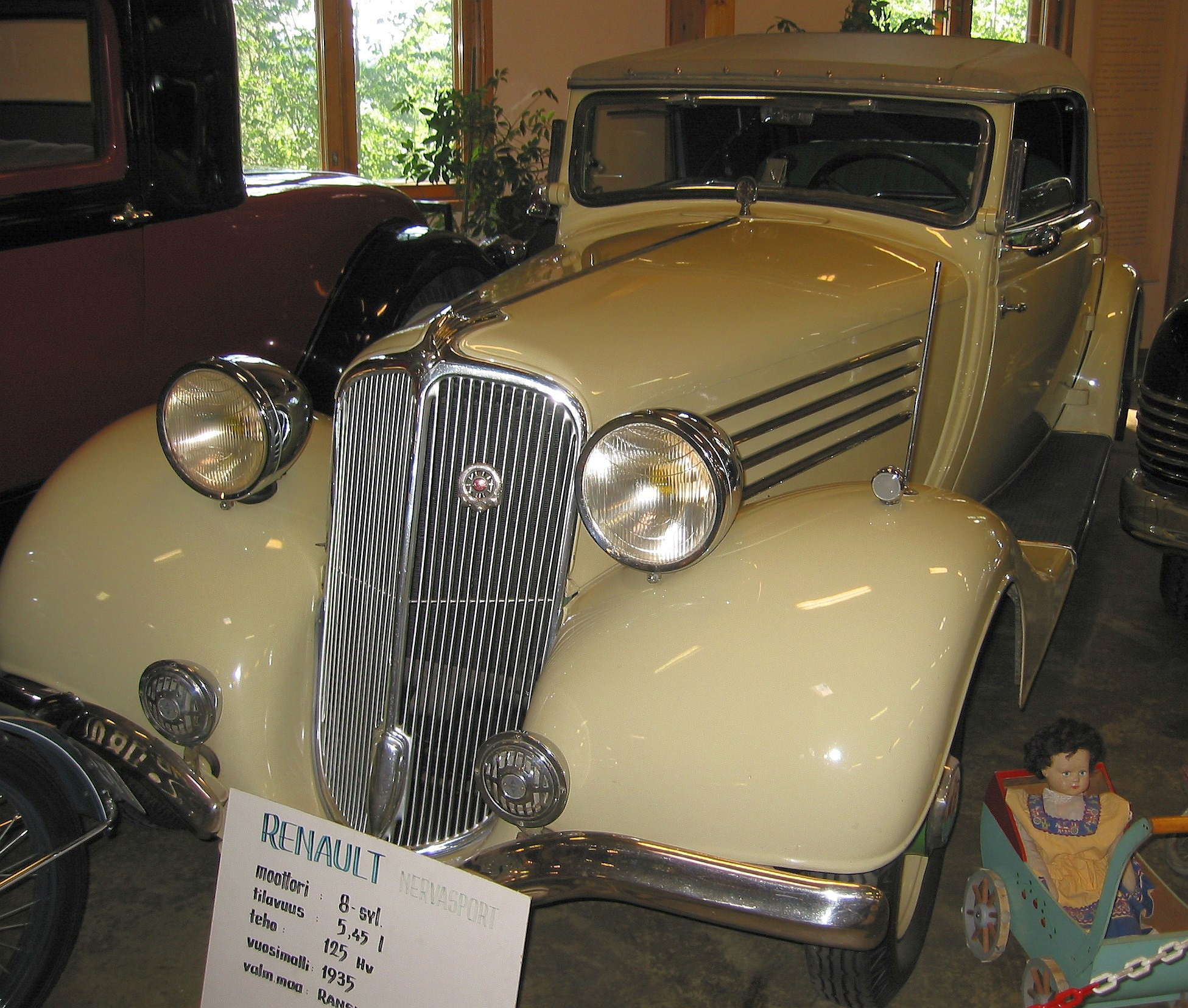
Renault Nervasport ACN1

In genere, le carrozzerie proposte dalla Renault per i modelli ZD4, ZC4, ACS1 e ACN1 erano di tipo aerodinamico, tuttavia la stessa Casa della Losanga, desiderosa di non perdere la clientela più tradizionalista, propose anche una scelta di carrozzerie più squadrate.

La ACN1 fu l'ultima Nervasport della storia, e anche quella prodotta per meno tempo, vale a dire per soli due mesi, dal marzo al maggio 1935: verrà sostituita dalle versioni Grand Sport, già in commercio da qualche mese e già appartenenti al secondo periodo storico della carriera della Nervastella e delle sue derivate. Alla Nervastella ACS1, invece, fece seguito la ACS2, introdotta nel settembre del 1935, ma praticamente invariata rispetto al modello precedente, se non in alcuni particolari.

#### Le "Nerva" aerodinamiche
Il passaggio dal primo al secondo periodo storico delle Nervastella e dei modelli da essa derivati non avvenne in maniera brusca, ma graduale: già si è visto come a partire dal settembre del 1933 si sia passati a uno stile più morbido e ossequioso della nascente tendenza aerodinamica nel settore della carrozzeria automobilistica. Un nuovo passo in avanti in quel senso si ebbe nel settembre del 1934, quando accanto alle Nervastella e Nervasport della prima fase venne affiancata una nuova derivata, denominata Nervastella Grand Sport (sigla di progetto: ABM1). Quest'ultima si distaccava nettamente dal resto della produzione per il suo corpo vettura molto più profilato e quasi irriconoscibile rispetto alle contemporanee Renault a 8 cilindri: anteriormente era presente una nuova griglia radiatore ridisegnata e nuovi fari anteriori semi-incassati nei parafanghi. L'intero corpo vettura fu ribassato per permettere comunque l'accesso alla vettura nonostante l'eliminazione del predellino: al suo posto era visibile il prolungamento del parafango anteriore, che si protendeva all'indietro fino a toccare il parafango posteriore, quest'ultimo caratterizzato dalla carenatura quasi integrale. Profilata anche la coda, più sinuosa indipendentemente dalle varianti di carrozzeria previste dalla Casa. Meccanicamente, la Nervastella Grand Sport riprendeva l'unità Type 407 da 4825 cm³ e 100 CV già montata da un anno sui contemporanei modelli Nervastella e Nervasport, perciò non vi furono grandi novità sotto il profilo meccanico. Anche il telaio era lo stesso delle Nervasport prodotte nello stesso periodo, pertanto conservava la medesima misura di interasse, pari a 3.209 mm. Se la ACN1 precedentemente incontrata fu la Nervasport prodotta per il minor arco di tempo, la ABM1 fu la Renault a 8 cilindri a essere stata in assoluto prodotta per meno tempo: solo un mese, dal settembre all'ottobre 1934. Durante tale periodo ne furono prodotti solo 6 esemplari: tre berline a sei posti, una a nove posti, una cabriolet e una coach. La limousine a 9 posti fu l'unica a non essere indicata con la sigla ABM1 ma ABM2 e fu l'unica a vantare un passo maggiorato a 3.38 m per ovvie esigenze di abitabilità. Questi esemplari non rappresentarono tuttavia una vera e propria produzione in serie ufficiale, poiché si trattava in realtà di esemplari sperimentali, prevalentemente utilizzati all'inizio dallo stesso Louis Renault per i suoi spostamenti oppure per scopi pubblicitari. Solo nel 1935 vennero venduti come esemplari d'occasione. Durante l'inverno 1934-35, poi, in seguito alla messa a punto dei primi motori Type 450 da 5.4 litri, le sei ABM1 e la sola ABM2 subirono anch'esse un trapianto (come nel caso dei dodici esemplari di ZD4 di cui si è già parlato). In questo modo, la potenza massima crebbe a 110 CV e ne beneficiarono le prestazioni.

Si arrivò così al 27 marzo del 1935, quando venne introdotta la prima vera Nervastella Grand Sport destinata a una reale produzione in serie: contraddistinta dalla sigla ABM3, essa era in fondo un'evoluzione dei modelli sperimentali ABM1 e ABM2. Rispetto a questi ultimi cambiarono alcuni particolari estetici, come il parabrezza e il lunotto in un solo pezzo e il ridisegnamento della linea, resa leggermente più sinuosa e slanciata. Le carrozzerie previste dall'atelier interno della Renault erano tre: berlina a 6 posti, coach a 6 posti e cabriolet a 3 posti. Meccanicamente venne montato in via definitiva il 5.4 litri Type 450 da 110 CV. La produzione della ABM3 durò solo sei mesi, fino al settembre dello stesso anno, e ammontò a 118 esemplari, quasi tutti carrozzati dalla Renault stessa (solo due esemplari vennero "vestiti" da due carrozzieri esterni, vale a dire Kellner e Figoni e Falaschi.

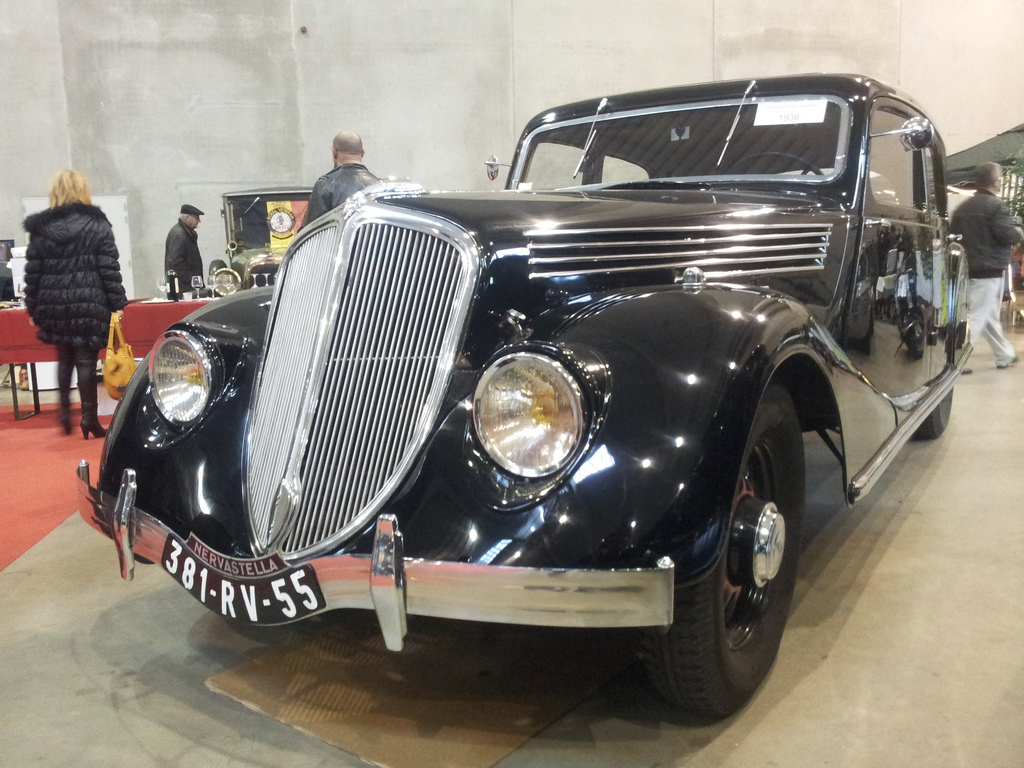
Renault Nervastella ABM4

Ma già nel mese di luglio dello stesso anno fu introdotto un nuovo modello, vale a dire la Nerva Grand Sport (denominazione nata dalla contrazione della denominazione del precedente modello), che andò a sostituire la ABM3 e venne indicata con la sigla ABM5. Le differenze con la ABM3 furono minime e la più evidente di esse fu il paraurti in un sol pezzo anziché in due parti com in precedenza. Anche dal punto di vista della meccanica non vi furono differenze sostanziali: solo in un secondo momento l'unità da 5.4 litri avrebbe subito alcuni aggiornamenti di dettaglio dando luogo all'unità motrice nota con la sigla Type 494, ma che comunque non presentava grosse differenze rispetto alla Type 450 originaria. Due mesi dopo la Nerva Grand Sport venne introdotta la prima 8 cilindri aerodinamica a portare il nome di Nervastella. Va infatti notato che fino a quel momento le Nervastella vecchia maniera con carrozzeria molto meno aerodinamica erano ancora in listino e lo sarebbero state ancora per un anno. Anche per questo motivo, il passaggio dal primo al secondo periodo delle Nervastella e derivate fu graduale. Quanto alla nuova arrivata, essa affiancò le Nervastella tradizionali e venne indicata con la sigla ABM4. Proposta dalla Casa in due varianti di carrozzeria (berlina a 6 posti e limousine a 8 posti), la ABM4 riprese il telaio della ABM2, il modello sperimentale prodotto in esemplare unico con carrozzeria limousine a 9 posti. Esteriormente la ABM4 era analoga alla ABM5, della quale mantenne il paraurti in un sol pezzo. Di questo telaio venne mantenuta la misura dell'interasse, pari a 3.38 metri, mentre meccanicamente venne equipaggiata con l'unità da 5.4 litri da 110 CV. La ABM4 venne commissionata da alcune personalità del mondo della politica, in alcuni casi con carrozzeria realizzata dalla Casa su specifiche personalizzate. Nel periodo 1935-36, la popolarità della Nervastella raggiunse il suo apice.
Ma lo scivolone verso la fine della carriera era dietro l'angolo: alla fine di quel periodo, infatti, cominciarono a intensificarsi le manifestazioni dei dipendenti di varie aziende francesi contro i datori di lavoro e i rapporti di questi ultimi con il proletariato stavano divenendo di giorno in giorno sempre più aspri. La Renault non fece eccezione, e fu in questo clima incerto e teso che al Salone di Parigi del 1936 venne presentata l'ultima evoluzione delle gamme Nervastella e Nerva Grand Sport. In generale, entrambi i modelli risultarono decisamente ridisegnati nel frontale, dominato da una nuova calandra trapezoidale, da fari anteriori con nuove carenature e da un nuovo cofano motore, quest'ultimo ridisegnato per adattarsi alla nuova calandra, ma anche caratterizzato da nuove prese d'aria laterali, non più a barrette orizzontali, bensì a sei grigliature romboidali disposte orizzontalmente e ognuna separata dall'altra da motivi cromati, sette in tutto. Sulla Nervastella erano presenti anche nuovi cerchi da 17 pollici, sempre del tipo "artillerie", mentre sulla nuova Nerva Grand Sport, la cui sigla era ABM7, venivano montati cerchi da 16 pollici. Meccanicamente non vi furono novità rispetto ai modelli precedenti. Il clima teso che si venne a respirare in fabbrica condizionò la produzione dei due modelli, che procedette a singhiozzo, causando ritardi enormi nelle consegne. Alla fine, vennero prodotte 46 ABM6 e 104 ABM7: nel luglio del 1937 vennero consegnati gli ultimi esemplari che sancirono la fine quasi improvvisa della carriera commerciale della Nervastella e delle sue derivate.

### Riepilogo caratteristiche
Di seguito vengono riepilogate le caratteristiche delle diverse varianti previste per la gamma Nervastella durante il suo intero arco di produzione, comprese le versioni Nervahuit, Nervasport e Nerva Grand Sport. I prezzi riportati si riferiscono alla configurazione più economica del telaio nudo.
| Modello | Sigla progetto | Motore    | Cilindrata cm³ | Alesaggio x corsa (mm)) | Potenza CV/rpm | Cambio/N° marce | Passo (m)   | Velocità max | Periodo di produzione | Esemplari prodotti | Prezzo telaio nudo (in FF) |
| --- | -------------- | --------- | -------------- | ----------------------- | -------------- | --------------- | ----------- | ------------ | --------------------- | ------------------ | -------------------------- |
| Nervastella | TG             | Type 326  | 4240           | 75x120                  | 100/3300       | M/3             | 3,347       | 125          | 10/1929-09/1930       | 210                | 50.000                     |
| Nervastella | TG1            | Type 346  | 4240           | 75x120                  | 100/3300       | M/3             | 3,347-3,587 | 125          | 09/1930-08/1931       | 427                | 46.000                     |
| Nervastella | TG2            | Type 346  | 4240           | 75x120                  | 100/3300       | M/3             | 3,347-3,587 | 125          | 09/1931-07/1932       | 350                | 36.000                     |
| Nervastella | TG4            | Type 378  | 4240           | 75x120                  | 100/3300       | M/4             | 3,347-3,587 | 125          | 09/1932-10/1933       | 256                | 35.000                     |
| Nervastella | ZD2            | Type 407  | 4825           | 80x120                  | 100/ ?         | M/3             | 3,362-3,587 | 125          | 09/1933-09/1934       | 245                | 36.000                     |
| Nervastella | ZD4            | Type 407  | 4825           | 80x120                  | 100/ ?         | M/3             | 3,399-3,621 | 125          | 08/1934-04/1935       | 73                 | 45.000                     |
| Nervastella | ACS1           | Type 450  | 5448           | 85x120                  | 110/2800       | M/3             | 3,399-3,621 | 135          | 03/1935-07/1935       | 52                 | 39.000                     |
| Nervastella | ACS2           | Type 450  | 5448           | 85x120                  | 110/2800       | M/3             | 3,399-3,621 | 135          | 09/1935-08/1936       | 46                 | 50.000                     |
| Nervastella | ABM4           | Type 4503 | 5448           | 85x120                  | 110/2800       | M/3             | 3,380       | 140          | 09/1935-10/1936       | 121                | -                          |
| Nervastella | ABM6           | Type 494  | 5448           | 85x120                  | 110/2800       | M/3             | 3,380       | 140          | 09/1936-07/1937       | 46                 | -                          |
| Nervahuit | TG1            | Type 346  | 4240           | 75x120                  | 100/3300       | M/3             | 3,347       | 125          | 09/1930-06/1931       | 250                | 39.000                     |
| Nervasport | TG3            | Type 346  | 4240           | 75x120                  | 100/3300       | M/3             | 3,130       | 130          | 03/1932-07/1932       | 210                | 36.000                     |
| Nervasport | TG5            | Type 378  | 4240           | 75x120                  | 100/3300       | M/3             | -           | 130          | 09/1932-10/1933       | 5401               | 35.000                     |
| Nervasport | ZC2            | Type 407  | 4825           | 80x120                  | 100/ ?         | M/3             | 3,184       | 135          | 09/1933-08/1934       | 250                | -                          |
| Nervasport | ZC4            | Type 407  | 4825           | 80x120                  | 100/ ?         | M/3             | 3,209       | 135          | 08/1934-04/1935       | 73                 | 32.000                     |
| Nervasport | ACN1           | Type 450  | 5448           | 85x120                  | 110/2800       | M/3             | 3,209       | 145          | 03/1935-05/1935       | 36                 | 35.000                     |
| Nervastella Grand Sport | ABM1           | Type 4072 | 48252          | 80x1202                 | 100/ ? 2       | M/3             | 3,209       | 135          | 09/1935-10/1935       | 6                  | -                          |
| Nervastella Grand Sport | ABM2           | Type 4072 | 48252          | 80x1202                 | 100/ ? 2       | M/3             | 3,380       | 130          | 09/1935-10/1935       | 1                  | -                          |
| Nervastella Grand Sport | ABM3           | Type 450  | 5448           | 85x120                  | 110/2800       | M/3             | 3,209       | 145          | 03/1935-09/1935       | 118                | -                          |
| Nerva Grand Sport | ABM5           | Type 4503 | 5448           | 85x120                  | 110/2800       | M/3             | 3,209       | 145          | 07/1935-07/1936       | 130                | -                          |
| Nerva Grand Sport | ABM7           | Type 494  | 5448           | 85x120                  | 110/2800       | M/3             | 3,209       | 145          | 09/1936-07/1937       | 104                | -                          |
| Note: 1 Gli ultimi quaranta esemplari montavano un motore con supporti flottanti 2 All'inizio del 1935 le ABM1 e la ABM2 usufruirono di un trapianto di motore, passando al Type 450 da 5448 cm³ (alesaggio e corsa 85x120), con 110 CV a 2800 giri/min 3 In un secondo momento il motore Type 450 subì alcuni aggiornamenti di dettaglio, mantenendo però le sue caratteristiche costruttive e prestazionali, ma ricevendo la sigla di Type 494 |                |           |                |                         |                |                 |             |              |                       |                    |                            |